# Bahnhof Lüdenscheid
Der Bahnhof Lüdenscheid ist Endbahnhof der eingleisigen Stichstrecke von Brügge nach Lüdenscheid, die in Brügge von der Volmetalbahn zwischen Hagen und Dieringhausen abzweigt. Er wurde 2009 zu einem Haltepunkt zurückgebaut.
Die Station liegt am Rande des Stadtzentrums der Kreisstadt Lüdenscheid. Der einzige Bahnsteig reicht bis an die Bahnhofstraße heran und ist ebenerdig zu erreichen. Die Innenstadt von Lüdenscheid liegt wenige Gehminuten entfernt. Rund um den Bahnhof befinden sich die Lüdenscheider Stadtteile Grünewald im Norden und Westen sowie Knapp im Süden.

## Geschichte

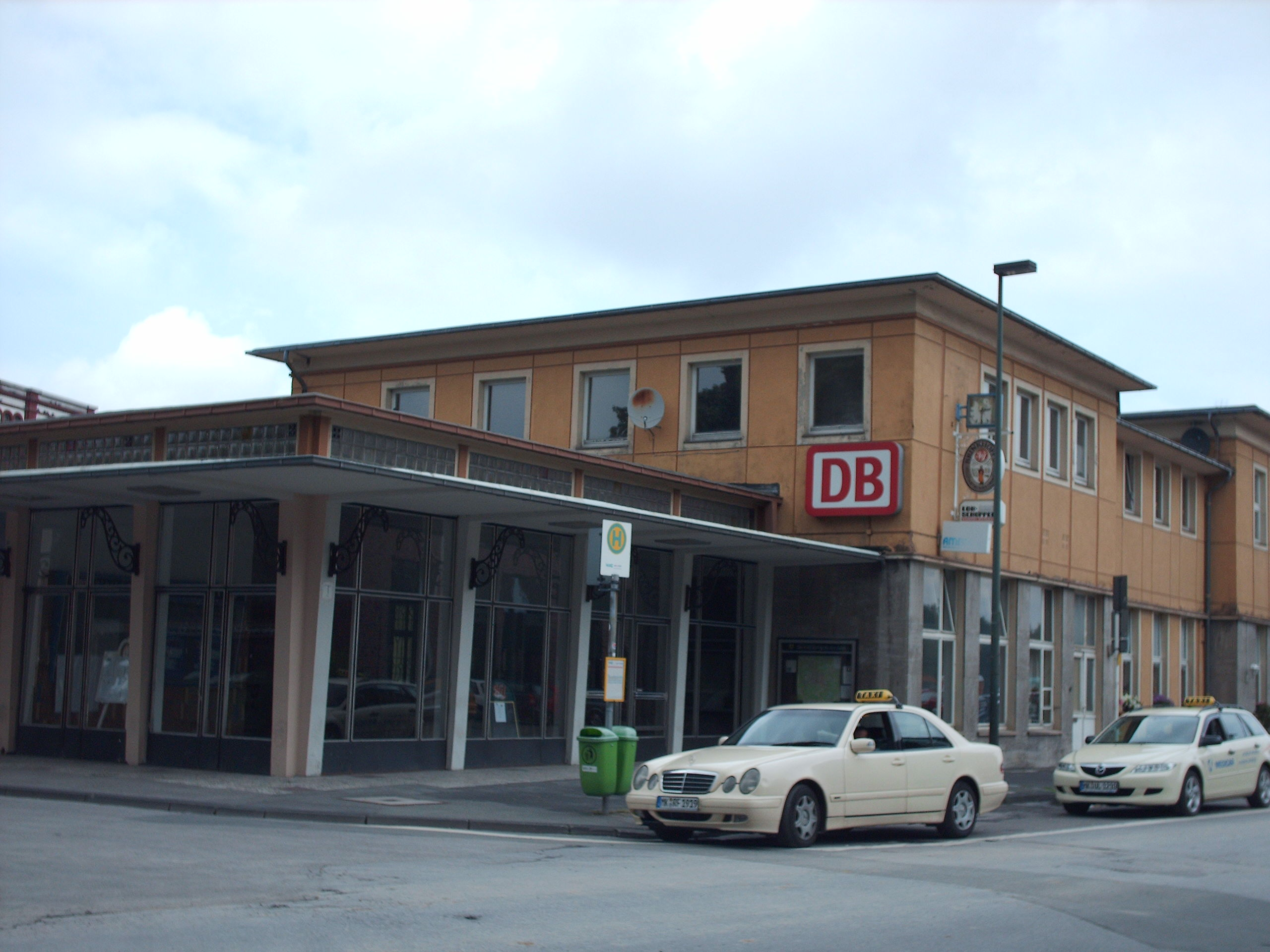
Ehemaliges Empfangsgebäude (2009 abgerissen)

1880 wurde die Eisenbahnstrecke zwischen dem Bahnhof Brügge (Westfalen) und dem Bahnhof Lüdenscheid eröffnet. Fünf Jahre später wurde die Schmalspurbahn der Kreis Altenaer Eisenbahn (KAE) eröffnet, die ihren Bahnhof unterhalb des Staatsbahnhofs an der Altenaer Straße in Lüdenscheid hatte. Beide Bahnhöfe waren durch eine Treppe verbunden. Noch heute gibt es die Schmalspurstraße in Lüdenscheid, die den Weg vom Bahnhof Lüdenscheid zum Bahnhof der KAE an der Altenaer Straße kennzeichnet.
1894 hatte Lüdenscheid 20.000 Einwohner und war 1895 laut Archivberichten die am stärksten industrialisierte Stadt Deutschlands. So nahm auch der Güterverkehr des Bahnhofs Lüdenscheid rapide zu und wurde durch den Güter-Zubringerverkehr der KAE noch zusätzlich gesteigert.
1963 wurde ein Konzept der Stadtverwaltung Lüdenscheid vorgestellt, in dem geplant wurde, die heutige Sauerfelder Straße auf zwei Ebenen und die Bahnstrecke Brügge–Lüdenscheid vom Bahnhof Lüdenscheid aus bei einem Gefälle von nur einem Prozent unterirdisch weiterzuführen. Die Eisenbahnstrecke hätte dann im zweiten Untergeschoss am zentralen Verkehrsknotenpunkt Sauerfeld im Stadtteil Innenstadt enden sollen. Außerdem sollten 500 Parkplätze unter dem heutigen Rathausplatz entstehen. Das Projekt wurde allerdings damals als utopisch abgelehnt.
Im Dezember 2017 wurde die Strecke zwischen Meinerzhagen und Brügge reaktiviert und die Regionalbahnen von Köln im Zweistundentakt bis Lüdenscheid verlängert. Seit 2019 gibt es auf dieser Relation einen Stundentakt. Die Fahrzeit per Bahn von Lüdenscheid nach Köln beträgt etwa zwei Stunden.
Die Strecke von Hagen nach Brügge wurde durch die Hochwasserkatastrophe im Juli 2021 schwer beschädigt. Seit April 2024 wird der Haltepunkt Lüdenscheid wieder regulär bedient.

## Bahnhofsgebäude (Abriss und Neubau)
Das Empfangsgebäude des Bahnhofes Lüdenscheid von 1880 wurde 1898 erweitert, 1960 erheblich umgebaut und im Jahr 2009 abgerissen. Darin befanden sich zwei Fahrkarten- und ein Gepäckaufgabeschalter, eine Bahnhofsgaststätte und ein Fahrgastwartesaal. An der Bahnsteigseite war die Architektur des 19. Jahrhunderts mit Elementen im Rundbogenstil und einer großzügigen Bahnsteigüberdachung einschließlich historistischer gusseiserner Stützen bis zum Abriss erhalten. Anstelle des alten Empfangsgebäudes sollte ein vierstöckiger moderner Bau mit einer Fahrschule, einem Zeitschriftenladen, einer Taxizentrale, einer Bäckerei und Toiletten entstehen, in welchem auch ein Warteraum für die Bahnreisenden vorgesehen war. Der Neubau sollte am von der Stadtmitte abgewandten Ende des Buswendeplatzes vor dem gegenwärtigen Bahnhaltepunkt entstehen.
Anfang März 2014 erschien erneut ein Bericht in den Lüdenscheider Nachrichten, dass die Bauarbeiten für das neue Bahnhofsgebäude Lüdenscheid im April 2014 begönnen. Der Projektentwickler rechnete für den Neubau des „Wohn- und Geschäftshauses Bahnhofsallee“ mit einer Bauzeit von etwa einem Jahr. Geplant war ein viergeschossiges Gebäude in U-Form mit einem Innenhof in Richtung der Fachhochschule. Der Gebäudeschenkel parallel zu den Bahngleisen wurde nur einstöckig und enthält Wirtschaftsräume und Garagen. Es ging um ein Grundstück mit 1019 Quadratmetern, von denen 500 Quadratmeter überbaut werden sollen. Vorgesehen waren fünf Ladenlokale, eine Taxizentrale und ein Wartebereich im Erdgeschoss. Aus der alten Ladenzeile gegenüber sollten Kiosk samt Reisebüro, Taxizentrale und eine Fahrschule in das neue Gebäude umziehen. Außerdem sollten im Erdgeschoss ein Friseur, eine Bäckerei und ein Imbiss einziehen. Im ersten Obergeschoss sollten neben der Fahrschule zudem eine Arztpraxis und ein Personaldienstleister einziehen. Die Ladenzeile an der Bahnhofsallee sollte nach dem Umzug überflüssig werden und dann im Anschluss abgerissen werden.
Zudem sollten zehn neue Wohnungen in den beiden oberen Etagen geschaffen werden. Der Wartebereich mit öffentlicher Toilette für Bahnkunden sollte in städtische Regie übergehen. Um von dort zum haltenden Zug zu gelangen, wurde das vorhandene Dach in Richtung des Gebäudes verlängert, auch an das Gebäude selbst wurde ein kurzes Dach angebaut.
Am 23. Oktober 2014 wurde bekanntgegeben, dass nun der Grundstein für das neue Gebäude gelegt worden sei. Ende 2015 war das „Torgebäude“ am Bahnhof bezugsfertig. Viereinhalb Jahre hatte es von den ersten Plänen bis zum Einzug der ersten Mieter gedauert. Dadurch entstand dort ein Bau mit zehn Gewerbeeinheiten inklusive Warteraum, Fahrschule, Taxizentrale, Bistro und das „Burger House“ auf 787 Quadratmetern sowie zehn Wohnungen.
Zwischenzeitlich wechselten die Belegungen der Ladenlokale im Erdgeschoss. Momentan befinden sich ein Kiosk mit DB-Fahrkartenverkauf, die Taxizentrale Lüdenscheid, ein italienisches Restaurant, ein Barbershop und ein derzeit leerstehendes Ladenlokal im Erdgeschoss. Zudem gibt es am Bahnsteig weiterhin einen öffentlich zugänglichen Warteraum mit gebührenpflichtigen Toiletten, welche auch mit Euroschlüssel nutzbar sind.(Stand: Januar 2024)

## Bahnhofsgelände

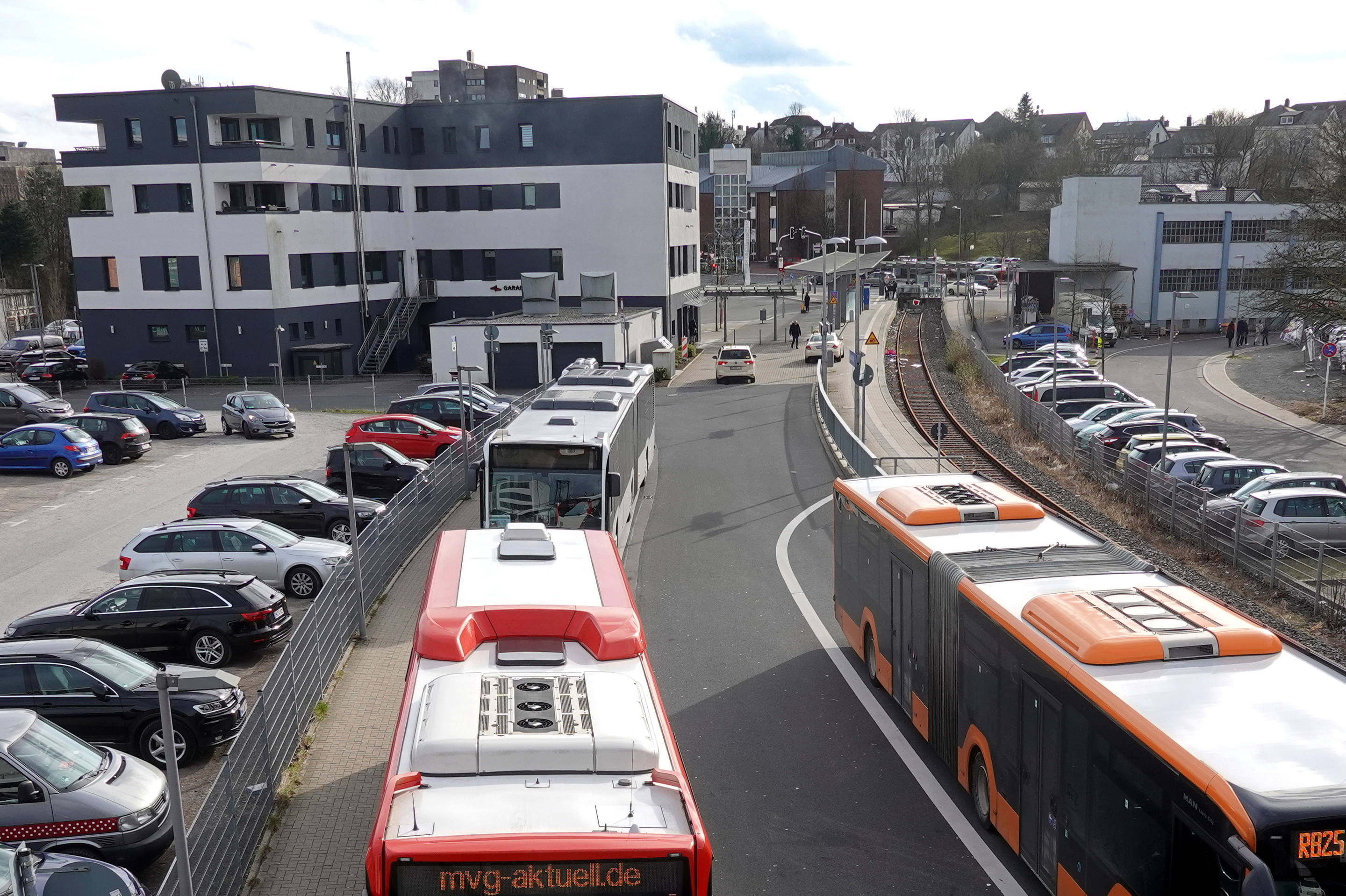
Blick von der Phänomenta-Fußgängerbrücke über einen Teil des südlichen Bahnhofsgeländes (März 2024)

Die ehemals umfangreichen Bahnhofsanlagen mit Güterbahnhof wurden sukzessive abgebaut, das ganze Gelände neu überplant und 2009 ein neuer eingleisiger Haltepunkt errichtet.
Auf dem Gelände des ehemaligen Bahnhofs befinden sich heute das Finanzamt Lüdenscheid und das Deutsche Institut für angewandte Lichttechnik (DIAL). Darüber hinaus entstand bis Februar 2012 ein neuer Standort der Fachhochschule Südwestfalen für bis zu 600 Studenten. Außerdem sollen sich weitere Dienstleistungsunternehmen auf dem Gelände neu ansiedeln.
Die angrenzende Bahnhofsallee ist über die Straße Zum Weißen Pferd an die Altenaer Straße neu angebunden worden und ist sowohl für den Auto- als auch den Busverkehr neu nutzbar. Zudem verbindet seither ein Fußweg die Bahnhofsallee mit dem oberen Teil der Straße Zum Weißen Pferd. Bis dahin war die Bahnhofsallee für Fahrzeuge und Fußgänger eine Sackgasse gewesen, die nur bis zum Ende des Bahnhofsgeländes reichte. Ende 2011 wurden an der Bahnhofsallee zudem 60 Ulmen gepflanzt und die Böschungsflächen begrünt. Die Begrünung der Bahnhofsallee sei ein weiterer wichtiger Schritt, das Bahnhofsareal städtebaulich aufzuwerten und die Lebensqualität zu verbessern. Der Platz des neuen Busbahnhofes am Bahnhof ist nach dem Vorsitzenden des Bürgervereins zur Förderung des Schienenverkehrs benannt worden und heißt seit dem 6. Mai 2011 offiziell „Hermann-Reitz-Platz“.
Im Mai 2021 wurde auf der ehemaligen einstöckigen Ladenpassage das fünfstöckige Ärztehaus „Pergamon-Zentrum“ mit einer Nettonutzfläche von 2.100 Quadratmetern und Tiefgarage fertiggestellt.

## Denkfabrik

### 2011
Im Rahmen des Projektes „Denkfabrik“ der Regionale 2013 soll das Bahnhofsareal „in ein modernes Bildungs-, Forschungs- und Dienstleistungsquartier“ umgewandelt werden. Die an das Bahnhofsgelände angrenzende Phänomenta Lüdenscheid soll dazu auch erweitert und über eine Fußgängerbrücke an den Bahnhof angebunden werden. Auf dem Bahnhof werde dazu eine Parkpalette mit 400 Stellplätzen entstehen. Die Anbindung an die Innenstadt von Lüdenscheid soll durch eine verbesserte Fußwegeverbindung entstehen. Dazu kommen Überlegungen, auch die Volkshochschule als Teil des Projektes „Denkfabrik“ mit auf dem Bahnhofsgelände anzusiedeln.
Es wurden insgesamt 13,7 Millionen Euro am Bahnhof in das Projekt investiert, 12,6 Millionen (90 % der Gesamtsumme) sind davon Fördergelder des Landes Nordrhein-Westfalen und der Europäischen Union. Von dieser Summe kann die Aufwertung der Phänomenta durch Aus- und Umbaumaßnahmen finanziert werden – samt „Leuchtturm“ und Technikzentrum.
Das Deutsche Institut für angewandte Lichttechnik (DIAL) hat ebenfalls einen Neubau auf dem Bahnhofsgelände errichtet. Das Gebäude steht nun neben dem Bau des Finanzamtes. Außerdem hat die Stadt dem DIAL eine Optionsfläche von 3000 m² zugesichert, falls dieses noch einmal vergrößert werden solle. Die Grundsteinlegung für das neue Gebäude am Bahnhof erfolgte am 13. Juli 2011. Am 7. Januar 2013 bezogen die 70 Beschäftigten der DIAL GmbH offiziell das neue Gebäude an der Bahnhofsallee 18. Die Kosten des Neubaus lagen lt. dem Unternehmen mit 4,5 Millionen Euro netto für 3000 Quadratmeter Fläche unter denen eines herkömmlichen Baus. Nochmals 3000 Quadratmeter seien auf zehn Jahre optional für eine Erweiterung zu nutzen, sie sollen zunächst aber nur Parkfläche für das neue Gebäude sein. Ein doppelter Boden in dem Gebäude lasse Platz für neue Technologien, wobei kaum neue Leitungen gezogen werden mussten, fast alles laufe elektronisch in dem Neubau. Das Gebäude komme außerdem ohne Heizkörper aus, da die Wärme der Menschen und PCs schon bald zur kompletten Beheizung ausreichen sollen.
Ende Juli 2011 wurde bekannt, dass die auf dem Gelände ansässige Holzhandlung vsl. bis zum Ende des Jahres 2011 auf ein anderes Gelände an der Straße „In der Dönne“ im Stadtteil Freisenberg umziehen wird. Das Gelände der Holzhandlung soll nun mit in die Planungen des Projektes „Denkfabrik“ einbezogen werden. Am 15. September 2012 wurde bekannt, dass nun der Umzug der Holzhandlung auf das neue 10 000 Quadratmeter große Gelände am neuen Standort „In der Dönne“ (im Lüdenscheider Norden) begonnen hat. Insgesamt zwei Jahre hätten die Arbeiten, darunter umfangreiche Erdaufschüttungen, auf dem 10.000 Quadratmeter großen Gelände am neuen Standort Freisenberg gedauert.
Seit dem 17. September 2011 ist der Bahnhof Lüdenscheid außerdem der offizielle Start- bzw. Endpunkt der historischen Wanderroute Drahthandelsweg.

### 2012
Am 14. September 2012 wurde außerdem bekannt, dass die erforderlichen Baugenehmigungen zum Teilabriss, Umbau und Neubau der Erlebnisausstellung Phänomenta samt Errichtung des Foucault’schen Pendels vorliegen. Der Ausstellungsbetrieb soll während der Umbauarbeiten mit Einschränkungen weiterlaufen. Ein Gebäudeteil müsste abgerissen werden, der Haupteingang soll auf die Bahnhofsseite verlegt werden. Daneben soll der Neubau mit dem mindestens 50 Meter hohen Pendelturm auf dem Dach entstehen. Die Nutzfläche der Phänomenta soll sich somit auf rund 4000 Quadratmeter verdoppeln. Die geschätzten Gesamtkosten inklusive des Grundstückserwerbs sollen bei zehn Millionen Euro liegen.

### 2013
Am 15. Februar 2013 wurde bekanntgegeben, dass die erste Baumaßnahme zur Erweiterung der Phänomenta zur Denkfabrik begonnen hat. Der nächste Schritt sei nun der Abbruch des ehemaligen Grüber-Gebäudes. Die Fabrikhalle, in der für die Phänomenta damals alles begann, hätte nun endgültig ausgedient.
Am 12. April 2013 erschien erneut ein Bericht in den Lüdenscheider Nachrichten, dass das neue „Polymer Training Centre“ spätestens bis 2015 errichtet werden soll. Die noch bestehende Lackiererei an der Lutherstraße soll zu diesem Zweck komplett abgerissen werden. Das neue „Polymer Training Centre“ soll demnach ein internatsähnliches Schulungszentrum für technischen Nachwuchs werden.
Ende September 2013 wurde bekannt, dass nun die Planungen für die Brücke zwischen der Phänomenta an der Gustav-Adolf-Straße und der Fachhochschule an der Bahnhofsallee weit gediehen sind. Die neue Brücke soll 53 Meter lang und bis zu 5,50 Meter hoch werden sowie eine Laufbreite von drei Metern haben. In einem Bogen soll sich das Tragwerk der neuen Brücke zwischen der Phänomenta und dem Campus vor der Fachhochschule über die bestehenden Gleise am Bahnhof spannen. Die neue Brücke soll beim Begehen leicht schwingen.

### 2014
Ende April 2014 begannen die vorbereitenden Tiefbauarbeiten.

## Fachhochschule

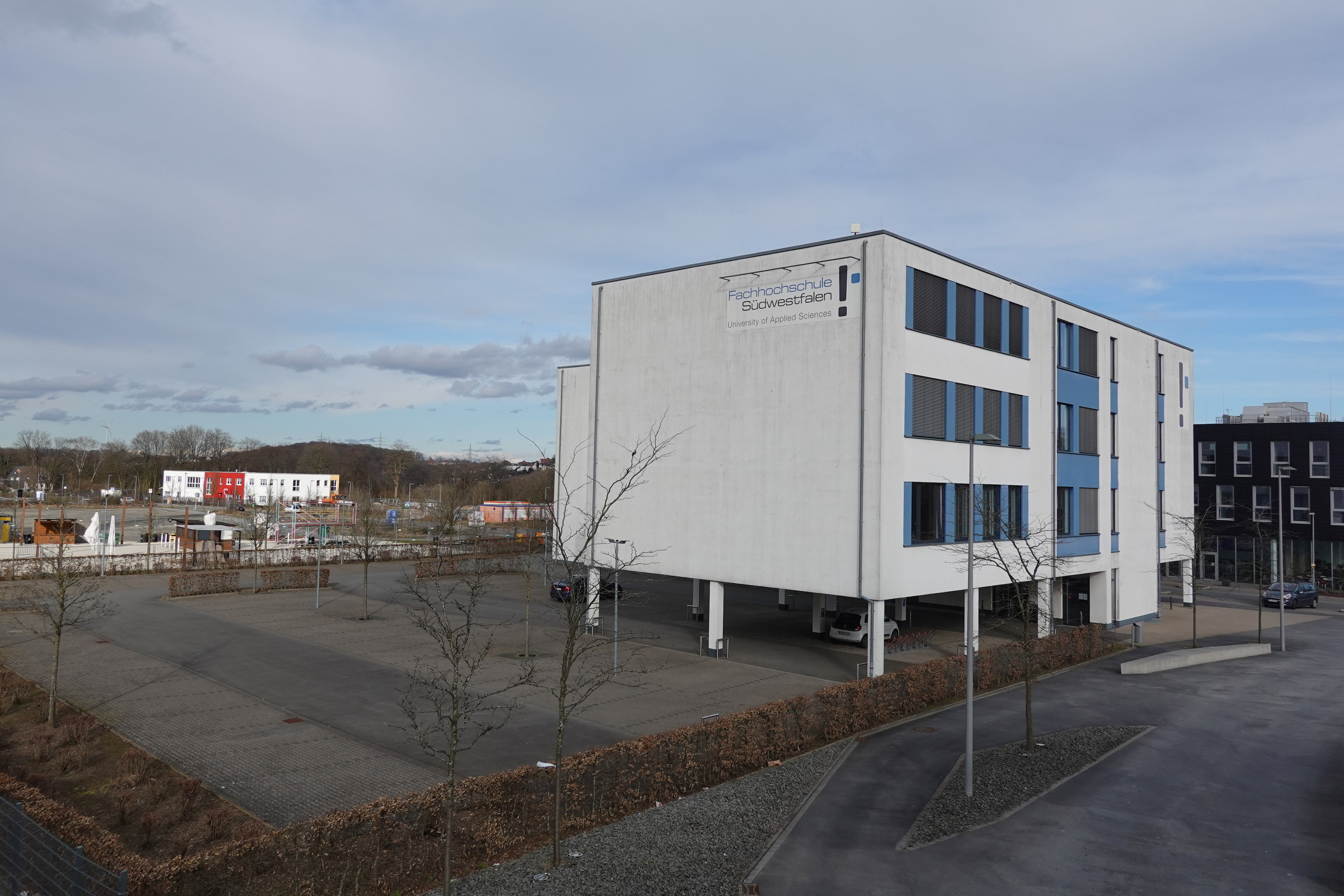
Blick von der Phänomenta-Fußgängerbrücke zur im März 2012 errichteten Fachhochschule Südwestfalen im März 2024

Am 14. März 2012 wurde der Neubau der Fachhochschule Südwestfalen eingeweiht. Das Gebäude wurde innerhalb von neun Monaten von der Lennestädter Firma Mees errichtet. Den gesamten Komplex mietet die FH von dem Hamburger Investor „Engel & Völkers Capital AG“ zurück. Der Platz für Erweiterungsbauten ist neben dem Gebäudekomplex bereits eingeplant worden.
Ende August 2013 wurde bekannt, dass die Pläne zur Erweiterung der Fachhochschule von der Verwaltung weiter vorangetrieben werden.

## Bedienung

### Regionalverkehr
Im Schienenpersonennahverkehr wird der Haltepunkt von zwei Regionalbahnlinien bedient:
| Linie | Linienverlauf | Takt   | Betreiber    |
| ----- | --- | ------ | ------------ |
| RB 25 | Oberbergische Bahn: Köln Hansaring – Köln Hbf – Köln Messe/Deutz – Köln Trimbornstraße – Köln Frankfurter Straße – Rösrath-Stümpen – Rösrath – Hoffnungsthal – Lohmar-Honrath – Overath – Engelskirchen – Ründeroth – Gummersbach-Dieringhausen – Gummersbach – Marienheide – Meinerzhagen – Kierspe – Halver-Oberbrügge – Lüdenscheid-Brügge – Lüdenscheid Stand: Fahrplanwechsel Dezember 2023 | 60 min | DB Regio NRW |
| RB 52 | Volmetal-Bahn: Dortmund Hbf – Dortmund Signal-Iduna-Park – Dortmund Tierpark – Dortmund-Kirchhörde – Dortmund-Löttringhausen – Wittbräucke – Herdecke – Hagen Hbf – Hagen-Oberhagen – Dahl – Rummenohl – Dahlerbrück – Schalksmühle – Lüdenscheid-Brügge – Lüdenscheid Stand: April 2024 | 60 min | DB Regio     |

### Straßenpersonennahverkehr
Im öffentlichen Personennahverkehr besteht Anbindung an den Busverkehr der MVG (Märkischen Verkehrsgesellschaft) und der BRS (Busverkehr Ruhr-Sieg) erfolgt durch mehrere Buslinien. Ab dem Fahrplanwechsel im August 2010 ist der Bahnhof Lüdenscheid der zweite ZOB (Zentrale Omnibusbahnhof) in Lüdenscheid neben dem Sauerfeld. Die Haltestelle besteht aus fünf Bushaltebuchten, von denen vier direkt in den Bahnsteig übergehen, und wird von 18 Buslinien bedient (Stand 2010):
| Linie | Linienverlauf / (Bedienung der Haltestelle Lüdenscheid, Bahnhof) | Takt in Minuten (Mo–Fr)              | Takt in Minuten (Sa)                 | Takt in Minuten (So)         |
| ----- | --- | ------------------------------------ | ------------------------------------ | ---------------------------- |
| S1    | Lüdenscheid, Sauerfeld ZOB – Lüdenscheid, Bahnhof (Bedienung nur Richtung Iserlohn) – Altena, Bf. – Nachrodt, Amtshaus – Iserlohn, Stadtbf. – Iserlohn, Konrad-Adenauer-Ring ZOB     | 30 / 60                              | kein Verkehr                         | kein Verkehr                 |
| S2    | Lüdenscheid, Bf. (Start- und Endstelle) – Lüdenscheid, Sauerfeld ZOB – Lüd., Worth – Werdohl, Bf. – Plettenberg, Ohle Post – Plettenberg, Bahnhof – Plettenbg., Grünestraße ZOB      | 30 / 60                              | 60                                   | 60                           |
| 41    | Lüdenscheid, Schubertstraße – Lüdenscheid, Bf. (Bedienung in beiden Richtungen) – Lüdenscheid, Sauerfeld ZOB – Lüdenscheid, Kulturhaus – Lüdenscheid, Worth – Lüd., Eichholz         | 15 / 30                              | 15 / 30                              | 30                           |
| 42    | Lüdenscheid, Noell – Lüdenscheid, Bahnhof (Bedienung in beiden Richtungen) – Lüdenscheid, Sauerfeld ZOB – Lüdenscheid, Kulturhaus – Lüdenscheid, Niederschemm Wendest.               | 30 / 60                              | 30 / 60                              | 60                           |
| 43    | Lüdenscheid, Bahnhof (Start- und Endstelle) – Lüdenscheid, Sauerfeld ZOB – Lüdenscheid, Kulturhaus – Lüdenscheid, Worth – Lüdenscheid, Am Flachsacker                                | 120                                  | 120                                  | kein Verkehr                 |
| 44    | Lüdenscheid, Freisenberg – Lüdenscheid, Bahnhof (Bedienung in beiden Richtungen) – Lüdenscheid, Sauerfeld ZOB – Lüdenscheid, Kulturhaus – Lüdenscheid, Europa-Allee                  | 30 / 60                              | 30 / 60                              | 60                           |
| 46    | Lüdenscheid, Bahnhof (Start- und Endstelle) – Lüdenscheid, Kulturhaus – Lüdenscheid, Sauerfeld ZOB – Lüdenscheid, Nattenberg – Lüd., Im Hasley – Lüd., Baukloh                       | 60                                   | 60                                   | 120                          |
| 47    | Lüdenscheid, Eichholz – Lüdenscheid, Kulturhaus – Lüdenscheid, Sauerfeld ZOB – Lüdenscheid, Bf. (Bedienung nur Richtung Halver) – Lüd., Brügge Bf. – Halver, Ostendorf               | 30 / 60                              | 30 / 60                              | 60                           |
| 49    | Lüdenscheid, Kulturhaus – Lüdenscheid, Sauerfeld ZOB – Lüd., Bf. (Bedienung nur Richtung Iserlohn) – Nachrodt, Amtshaus – Iserlohn, Lasbeck                                          | kein Takt                            | kein Takt                            | kein Verkehr                 |
| 51    | Lüdenscheid, Bahnhof (Start- und Endstelle) – Lüdenscheid, Sauerfeld ZOB – Lüdenscheid, Kulturhaus – Lüdenscheid, Am Brutenberg                                                      | 30 / (Buslinie 54)                   | 30 / (Buslinie 54)                   | kein Verkehr / (Buslinie 54) |
| 54    | Lüdenscheid, Bahnhof (Start- und Endstelle) – Lüdenscheid, Sauerfeld ZOB – Herscheid, Markt – Herscheid, Hüinghausen – Plettenberg, Grünestraße ZOB                                  | 30 / 60                              | 30 / 60                              | 60                           |
| 87    | Lüdenscheid, Kulturhaus – Lüdenscheid, Sauerfeld ZOB – Lüdenscheid, Bf. (Bedienung nur Richtung Schalksmühle) – Schalksmühle, Reeswinkel                                             | 30 / 60                              | 60                                   | 60                           |
| 134   | Lüdenscheid, Kulturhaus – Lüdenscheid, Sauerfeld ZOB – Lüdenscheid, Bf. (Bedienung nur Richtung Radevormwald) – Radevormwald, Busbahnhof                                             | 30 / 60                              | 60                                   | 60                           |
| 246   | Lüdenscheid, Sauerfeld ZOB – Lüdenscheid, Kulturhaus – Lüdenscheid, Nattenberg. – Lüdenscheid, Bf. (Bedienung nur Richtung Lüd., Schöneck) – Lüdenscheid, Haus Schöneck              | kein Takt                            | kein Verkehr                         | kein Verkehr                 |
| 252   | Lüdenscheid, Bahnhof (Start- und Endstelle) – Lüdenscheid, Sauerfeld ZOB – Lüd., Kulturhaus – Meinerzhagen, Valbert Ort – Meinerzhagen, Stadthalle ZOB (Wanderbuslinie)              | kein Verkehr                         | kein Verkehr                         | 120                          |
| 254   | Plettenberg, Grünestraße ZOB – Herscheid, Hüinghs. – Herscheid, Markt – Lüd., Sauerfeld ZOB – Lüdenscheid, Bahnhof (Bedienung nur Richtung Lüd., Wehberg) – Lüdenscheid, Wehberg     | kein Takt                            | kein Verkehr                         | kein Verkehr                 |
| N4    | Lüdenscheid, Sauerfeld ZOB – Lüdenscheid, Bf. (Bedienung nur Richtung Schalksmühle) – Schalksmühle, Rathausplatz – Schalksmühle, Mitte – Schalksmühle, Strücken (Nachtbuslinie)      | Fr bei Events vereinzelt um 0:02 Uhr | Sa bei Events vereinzelt um 0:02 Uhr | kein Verkehr                 |
| N7    | Plettenberg, Bf. – Herscheid, Hüinghausen – Herscheid, Markt – Lüdenscheid, Sauerfeld ZOB – Lüd., Bf. (Bedienung nur Richtung Christuskirche) – Lüd., Christuskirche (Nachtbuslinie) | Fr eine Fahrt um 1:58 Uhr            | Sa eine Fahrt um 1:58 Uhr            | kein Verkehr                 |